# 小行星4894
小行星4894（4894 Ask）是一颗绕太阳运转的小行星，为主小行星带小行星。该小行星于1986年9月8日发现。
該小行星以北歐神話中最初的男人阿斯克命名。

## 轨道参数
小行星4894的轨道半长轴为2.1740036 UA，离心率为0.195。